# Симеон Лютаков
Симеон Лютаков е български актьор.

## Биография
Роден е в град Русе на 14 април 1972 г. Завършва ВИТИЗ „Кръстьо Сарафов“ в класа на Елена Баева. След това започва да играе на сцената на Варненския театър. Докато учи във ВИТИЗ, изиграва пиесите „Казимир и Каролине“, „Вестникар ли?“, Докторът от „Палата № 6“, „Ричард ІІІ“, „Макбет“, „Една нощ навън“, „Камината“ и други. През 2011 г. се снима в българския сериал Седем часа разлика, където се превъплъщава в ролята на прокурора Иван Иванов. Последните му знакови роли в театъра са на Давид в „Едноокият цар“ (ДТ „Стоян Бъчваров“ Варна), реж. Петър Денчев, за която получава награда „Варна“ за изкуство през 2018 г. и на Гордън в „Телефонът на мъртвеца“ отново във Варненския театър.

## Филмография
- Есента на демона (2024) - Прокурор Кавалджиев
- Пътят на честта (2019) – Симеон Хаджигенов
- Опърничавите (2019) – Андрей
- Знакът на българина (2014) – (6 серии) Франк Дейвис (американеца)
- Дървото на живота (2013) – (24 серии) – Жак Боало
- Седем часа разлика (2011-) Прокурор Иван Иванов
- Още нещо за любовта (2010) Дикран
- Дзифт (2008) Мъжът с памуци в ушите
- Тя и той (2004)